# Stenostomum leucops
Stenostomum leucops är en plattmaskart som först beskrevs av Dugès 1828.  Stenostomum leucops ingår i släktet Stenostomum och familjen Stenostomidae. Arten är reproducerande i Sverige. Inga underarter finns listade i Catalogue of Life.